# Fortunato Muñoz
Fortunato Muñoz Alarcón (Guayaquil, 1923 – 16 gennaio 2010) è stato un cestista ecuadoriano.

## Carriera
Con l'Ecuador ha disputato i Campionati del mondo del 1950, segnando 66 punti in 5 partite.